# Alosa tanaica
Alosa tanaica es una especie de pez de la familia Clupeidae en el orden de los Clupeiformes.

## Morfología
Los machos pueden alcanzar 20 cm de longitud total y 59 g de peso.

## Distribución geográfica
Se encuentra en el Mar Negro, Mar de Mármara y Mar de Azov.